# اتزان (مسلسل)
اتزان هو مسلسل دراما مصري من إخراج شادي عبد السلام وبطولة صدقي صخر، ركين سعد، نبيل عيسى، صفاء الطوخي، هاجر السراج وثراء جبيل، صدر المسلسل على منصة واتش إت في 29 أكتوبر 2022.

## نبذة
تدور أحداث المسلسل حول عائلة سالم، وهي عائلة يختل التوازن بها بعد فتح وصية سالم، ويسعى كلا من أفراد الأسرة الحصول على النصيب الأكبر من الإرث، مما يخلف العديد من القرارات الصعبة.